# تيلوتاما راجان
تيلوتاما راجان (مواليد 1951) عالمة كندية ودكتورة متميزة في جامعة ويسترن أونتاريو. وهي رئيسة البحث الكندي بالإضافة انها زميلة للجمعية الملكية الكندية. كما انها معروفة بأبحاثها عن الأدب الرومانسي والفلسفة ما بعد الكانتية بالإضافة إلى النظرية النقدية . وتعد ابنة بالاشاندرا راجان

## الكتب
- Dark Interpreter: The Discourse of Romanticism, Cornell University Press, 1980
- The Supplement of Reading: Figures of Understanding in Romantic Theory and Practice, Cornell University Press, 1990
- Deconstruction and the Remainders of Phenomenology: Sartre, Derrida, Foucault, Baudrillard, Stanford University Press, 2002
- Romantic Narrative: Shelley, Hays, Godwin, Wollstonecraft, Johns Hopkins University Press, 2010